# Vo Co Truyen
Le Võ Cổ Truyền (ou "Võ Thuat Cổ Truyền") est un terme désignant l'ensemble des arts martiaux vietnamiens traditionnels. Il est composé d'une multitude d'écoles et de styles différents appelés môn phái. Chaque école (ou style) préserve son patrimoine technique, culturel et philosophique, notamment à travers des Bai Thao. Les Bai Thao sont des entraînements en solo, à mains nues ou avec armes traditionnelles, qui consistent à reproduire un combat codifié contre un ou plusieurs agresseurs imaginaires. Ils se rapprochent un peu des célèbres katas japonais ou poumsés du taekwondo et sont généralement propres à l'école ou style de vo co truyen enseigné. 
Les origines de ces différentes écoles sont multiples et variées. Certaines font partie intégrante de l'Histoire du Vietnam, d'autres ont des origines chinoises (on parlera alors de styles sino-vietnamiens, comme le Thieu-Lam, équivalent vietnamien du Kung-fu Shaolin, ou le Vinh Xuan, équivalent du Wing Chun), indonésiennes, cambodgiennes, etc.

## Spécificité
Il est de tradition au Vietnam d'accompagner chaque Bai Thao par un poème (bài thiêu) qui lui est propre, illustrant les techniques. 

## Sources
La traduction littérale de Vo Co Truyen signifie en fait arts martiaux traditionnels vietnamiens
Aujourd'hui il existe une fédération mondiale (WFVV) de Vo Co Truyen qui gère les fédérations nationales de plusieurs pays dans le monde
```
Fédération Vietnamienne de Vo Co Truyen
```

La Fédération française agréée est la FAMTV http://www.famtv.fr
Fédération Vo Thuat de France (Liên Đoàn Võ Thuật Tại Pháp)
Fédération de Vo Co Truyen Viet Nam de France (Liên Đoàn Võ Cổ Truyền Việt Nam tại Pháp)